# Notația în șah

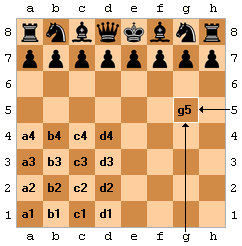

Notația în șah este un procedeu de arătat mutările din timpul jocului de șah și poziția pieselor pe tablă.

## Vezi și
- Notație algebrică (șah)